# Anglofonia

Estats i territoris en què l'anglés o el crioll anglés són la primera llengua de la majoria de la població
Estats i territoris en què l'anglés és oficial, però no l'idioma majoritari

Es coneix com a anglofonia eixe territori on la llengua majoritària és l'anglés. Es calcula que podrien haver-hi uns dos mil milions de persones parlen anglés arreu del món, convertint-lo aixina en la llengua que té més parlants i en el tercer idioma per nombre de parlants nadius.
El Regne Unit i els Estats Units, amb 67 milions i 330 milions de parlants respectivament, són els estats que tenen més parlants nadius d'anglés. A més, n'hi ha 29 milions en el Canadà, 25,7 milions en Austràlia, 5 milions a Nova Zelanda i 5 milions en Irlanda. Les estimacions que inclouen els que el parlen com a segona llengua varien molt: podrien ser des de 470 milions de persones fins a més de 2.000 milions. David Crystal calculà el 2003 que els parlants no nadius superaren en quantitat els parlants nadius en una proporció de tres parlants no-nadius per cada parlant nadiu. A data de 2012, l'Índia va afirmar tenir la segona població mundial de parla anglesa del món: l'estimació més fiable és del voltant del 10% de la seua població (125 milions de persones), un nombre que s'esperà que es puga arribar a multiplicar per quatre el 2022.
Anglaterra, una part del Regne Unit, és el bressol de la llengua anglesa, i la forma moderna de la llengua s'ha estès arreu del món des del segle XVII per la influència mundial de l'Imperi Britànic i, més recentment, dels Estats Units. A través de tot tipus de mitjans impresos i electrònics d'estos països, l’anglés s'ha convertit en l’idioma líder del discurs internacional i la llengua franca en moltes regions i contextos professionals com ara la ciència, la navegació i el dret. El Regne Unit continua essent el país de parla anglesa més gran d'Europa.
A més de les principals varietats d’anglés, com ara l’anglés americà, l’anglés britànic, l’anglés canadenc, l’anglés australià, l’anglés irlandés, l’anglés de Nova Zelanda i les seues subvarietats. D'altres països com Sud-àfrica, Índia, Nigèria, Filipines, Jamaica o Trinitat i Tobago també compten amb milions de parlants nadius de dialecte continu que van des de llengües criolles basades en anglés fins a anglés estàndard. Altres països, com Ghana i Uganda, també fan servir l’anglés com a llengües oficials principals.

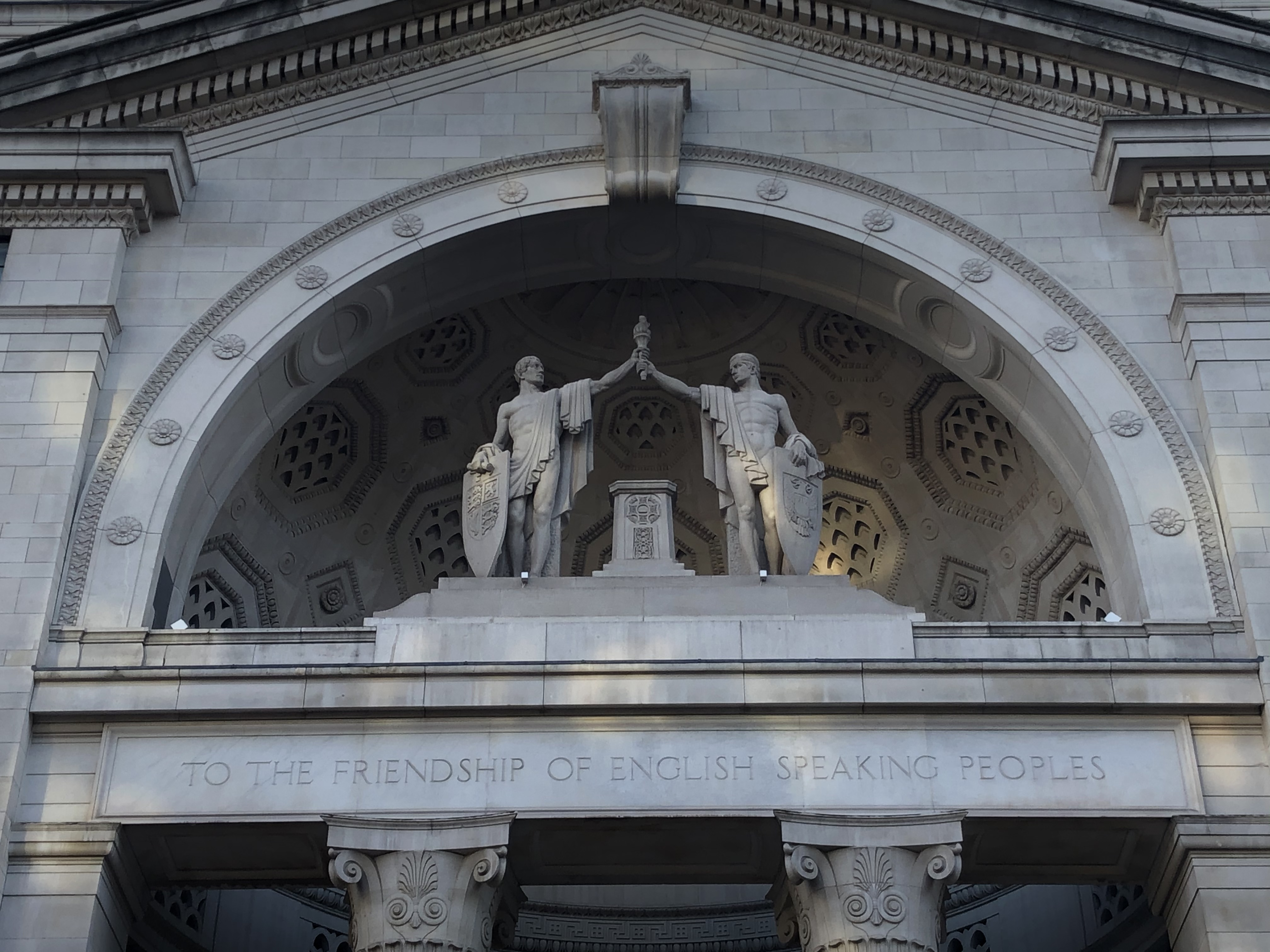
Monument dels pobles de parla anglesa a Londres

## Estats de majoria anglòfona

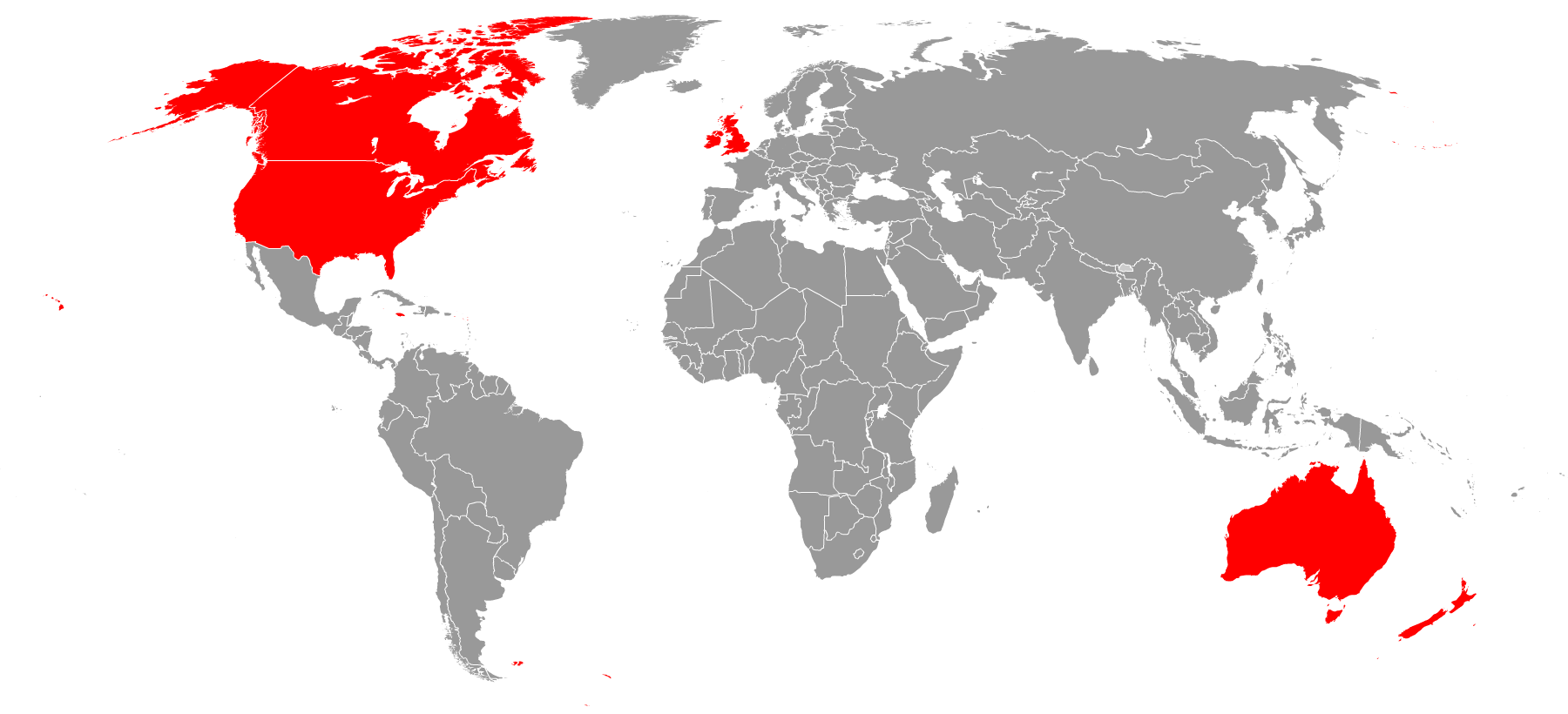
Mapa en què es destaca en roig els estats on l'anglés és parlat per la majoria de la població.

L’anglés és la llengua parlada nativament principal en diversos països i territoris. A voltes, els cinc estats més grans són anomenats com a "anglosfera bàsica": són els Estats Units d'Amèrica (amb almenys 231 milions de parlants nadius d'anglés), el Regne Unit (uns 60 milions), el Canadà (uns 19 milions), Austràlia (almenys 17 milions) i Nova Zelanda (4,8 milions). L'anglés també és la llengua principal parlada nativament en la República d’Irlanda, Jamaica, Trinitat i Tobago, Guyana, Bahames, Belize, Granada, Barbados, Antigua i Barbuda, Dominica, Santa Llúcia, Sant Vicent i les Granadines i Saint Kitts i Nevis. La majoria de persones parlen anglés com a segona llengua en estats com Dinamarca, Alemanya, Països Baixos, Eslovènia i Suècia.
Gràfic de sectors que mostra el percentatge de parlants nadius d'anglès que viuen en "cercle interior" països de parla anglesa. Els parlants nadius són ara substancialment superats a tot el món pels parlants de segona llengua de l'anglès (no són inclosos en este gràfic).

## Estats on l'anglés és una llengua oficial
En alguns estats on l’anglés no és l’idioma més parlat, és una de les llengües oficials. Estos estats inclouen Belize, Botswana, Camerun, Eswatini, Fiji, Ghana, Índia, Kenya, Kiribati, Lesoto, Libèria, Malàisia, Malta, les Illes Marshall, Maurici, els Estats Federats de Micronèsia, Namíbia, Nigèria, Pakistan, Palau, Papua Nova Guinea, Filipines, Rwanda, Samoa, Seychelles, Sierra Leone, Singapur, Illes Salomó, Sri Lanka, Sudan, Sud-àfrica, Sudan del Sud, Tanzània, Gàmbia, Uganda, Zàmbia, i Zimbabwe. També hi ha estats on l'anglés es va convertir en una llengua cooficial en una part del territori, a San Andrés y Providencia de Colòmbia, Hong Kong, les illes de la Badia d'Hondures i Mosquitia, en Nicaragua. Açò fou el resultat de la influència de la colonització britànica en estes zones.
L'Índia és l'estat que té el major nombre de parlants d'anglés com a segona llengua; combinant parlants nadius i no nadius, l'Índia té més persones que parlen o entenen anglés que qualsevol altre país del món. Nogensmenys, la majoria dels estudiosos i investigacions que s'han dut a terme discutixen les seues afirmacions. Pakistan també té l'anglés com a segona llengua oficial després de l'urdú com a resultat del domini britànic (Raj Britànic). Sri Lanka i Filipines utilitzen l’anglés com a tercer i segon idioma oficial després del singalés i el tàmil, i el filipí respectivament.
L’anglés és una de les onze llengües oficials que tenen el mateix estatus a Sud-àfrica, on hi ha 4,8 milions de parlants nadius d’anglés. També és la llengua oficial dels territoris actuals dependents d'Austràlia (Illa Norfolk, Illa Christmas i Illes Cocos) i dels Estats Units d'Amèrica (Samoa Americana, Guam, Illes Mariannes del Nord, Puerto Rico i les Illes Verges dels Estats Units) i la regió administrativa especial de Hong Kong de la República Popular de la Xina.
Tot i que el govern federal dels Estats Units no té llengüe soficials, 32 dels 50 governs estatals dels Estats Units han atorgat l'estatus oficial a l'anglés. A més, segons la llei de nacionalitat dels Estats Units, el procés per convertir-se en ciutadà naturalitzat dels Estats Units comporta una prova bàsica de coneixement de l'anglés, que pot ser l'exemple més destacat de l'afirmació que la nació no té una llengua oficial desmentida per les realitats polítiques.
Tot i que no arriba a ser oficial, l’anglés també és una llengua important en diverses antigues colònies i protectorats del Regne Unit, com ara Bahrain, Bangladesh, Brunei, Xipre i els Emirats Àrabs Units.

## L'anglés com a llengua global
Com que l’anglés és parlat tan àmpliament, se l’ha referit sovint com a lingua franca de l’època moderna, i, tot i que no és una llengua oficial a la majoria d'estats, actualment és la llengua estrangera més freqüent. s'ensenya com a llengua estrangera. És, per tractat internacional, la llengua oficial de les comunicacions en aeronàutica i la nàutica. L’anglés és una de les llengües oficials de les Nacions Unides i de moltes altres organitzacions internacionals, incloent-hi el Comité Olímpic Internacional. També és un dels dos idiomes cooficials dels astronautes (a més del rus) que servix a bord de l'Estació Espacial Internacional.
L’anglés s'estudia amb més freqüència a la Unió Europea i la percepció de la utilitat de les llengües estrangeres entre els europeus és del 67% a favor de l’anglés per davant del 17% per a l’alemany i del 16% per al francès. Entre alguns dels països de la UE que no parlen anglés, els percentatges següents de població adulta van afirmar poder conversar en anglés el 2012: el 90% als Països Baixos, el 89% a Malta, el 86% a Suècia i Dinamarca, El 73% a Xipre, Croàcia i Àustria, el 70% a Finlàndia i més del 50% a Grècia, Bèlgica, Luxemburg, Eslovènia i Alemanya. El 2012, excloent-ne els parlants nadius, el 38% dels europeus considera que pot parlar anglés.
Llibres, revistes i diaris escrits en anglés estan disponibles en molts països de tot el món, i l'anglés és l'idioma més utilitzat en l'àmbit científic amb el Science Citation Index, que el 95% dels seus articles van ser escrits en anglés, tot i que sols la meitat prové d’autors de països de parla anglesa.
En edició, la literatura anglesa predomina considerablement amb el 28% de tots els llibres publicats al món i el 30% del contingut web el 2011.
Este ús creixent de la llengua anglesa a nivell mundial ha tingut un gran impacte en moltes altres llengües, provocant un canvi de llengua i fins i tot l'extinció d'altres llengües, a més de reclamacions d’imperialisme lingüístic. El propi anglés s'ha tornat més obert a la substitució lingüística a mesura que diverses varietats regionals es retroalimenten en la llengua en general.